# Austrophilibertiella nitens
Austrophilibertiella nitens là một loài rêu trong họ Ditrichaceae. Loài này được Herzog Ochyra mô tả khoa học đầu tiên năm 1996.